# Finlayson (quartier)
Pour les articles homonymes, voir Finlayson.
Finlayson, anciennement Näsi,  est le  quartier numéro 1 (finnois : Kaupunginosa I) de Tampere en Finlande.

## Description
Le quartier regroupe l'ancienne zone de l'usine Finlayson, le parc de Näsi, le port de Mustalahti et les zones résidentielles limitées par le parc du Häme et par la rue Satakunnankatu. 
À l'est, le quartier est bordé par le Tammerkoski.
Les rues Näsilinnankatu et Kuninkaankatu, partent du quartier et s'étendent jusqu'à Nalkala.
Les rues Puuvillatehtaankatu et Näsijärvenkatu traversent le parc du Häme. 
Les quartiers voisins sont Tammerkoski (Quartier II) au sud et Amuri (Quartiers IV et V) à l'ouest.

## Architecture
Le quartier abrite, entre-autres, la Tallipiha, l'église de Finlayson, le palais Finlayson, le château de Näsi, Plevna et le petit palace.

## Galerie

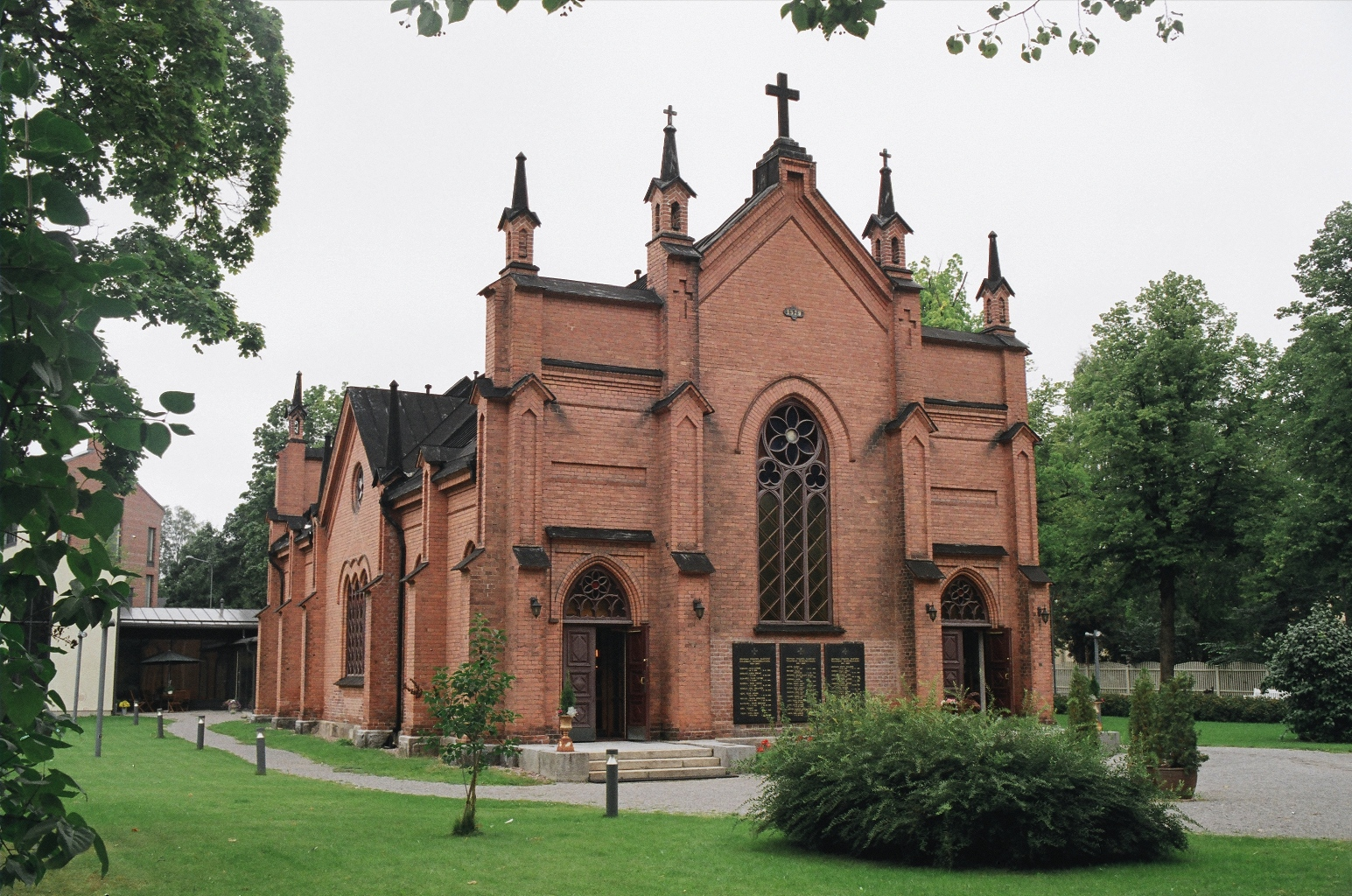
Église de Finlayson,
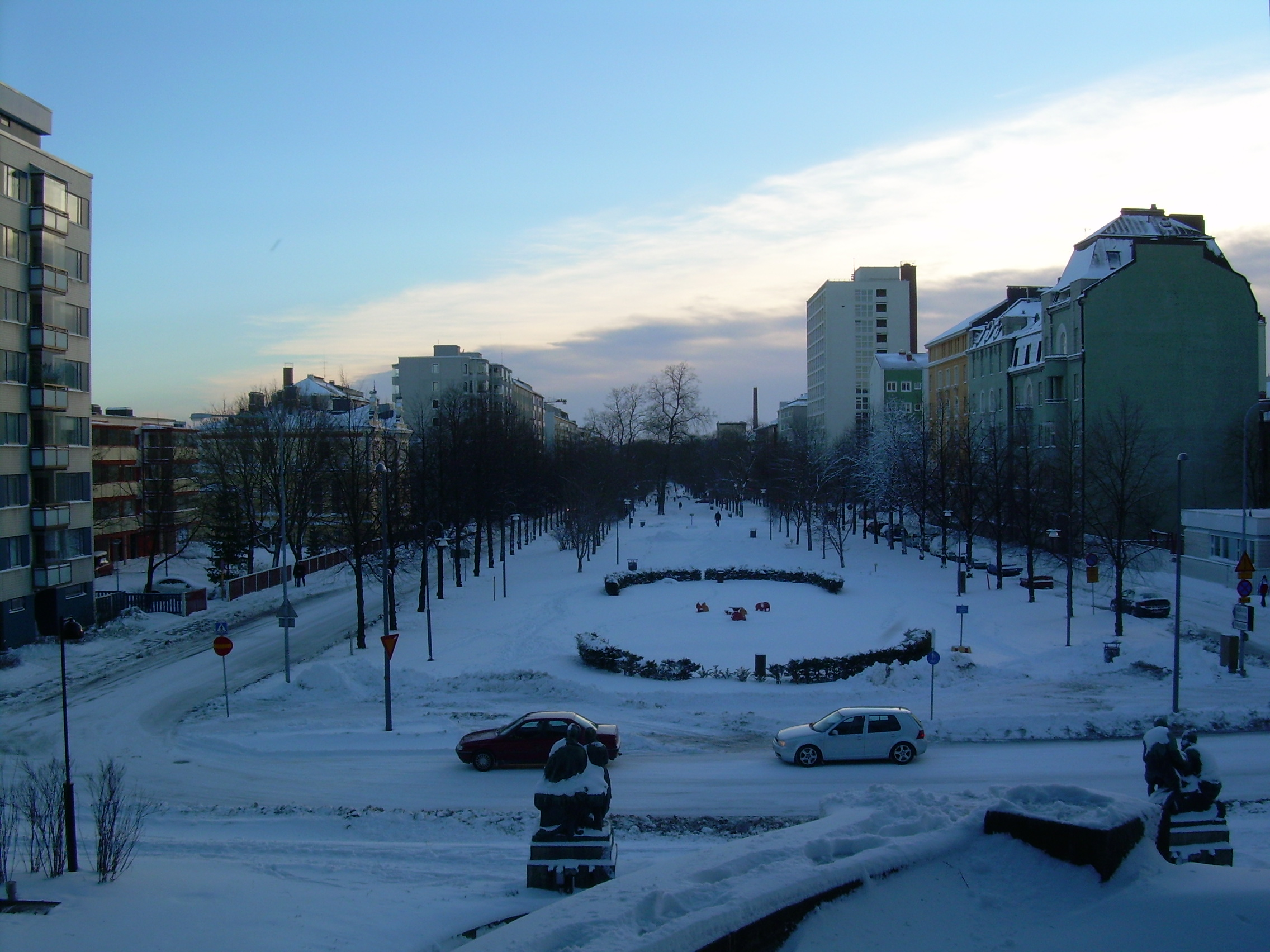
Parc du Häme
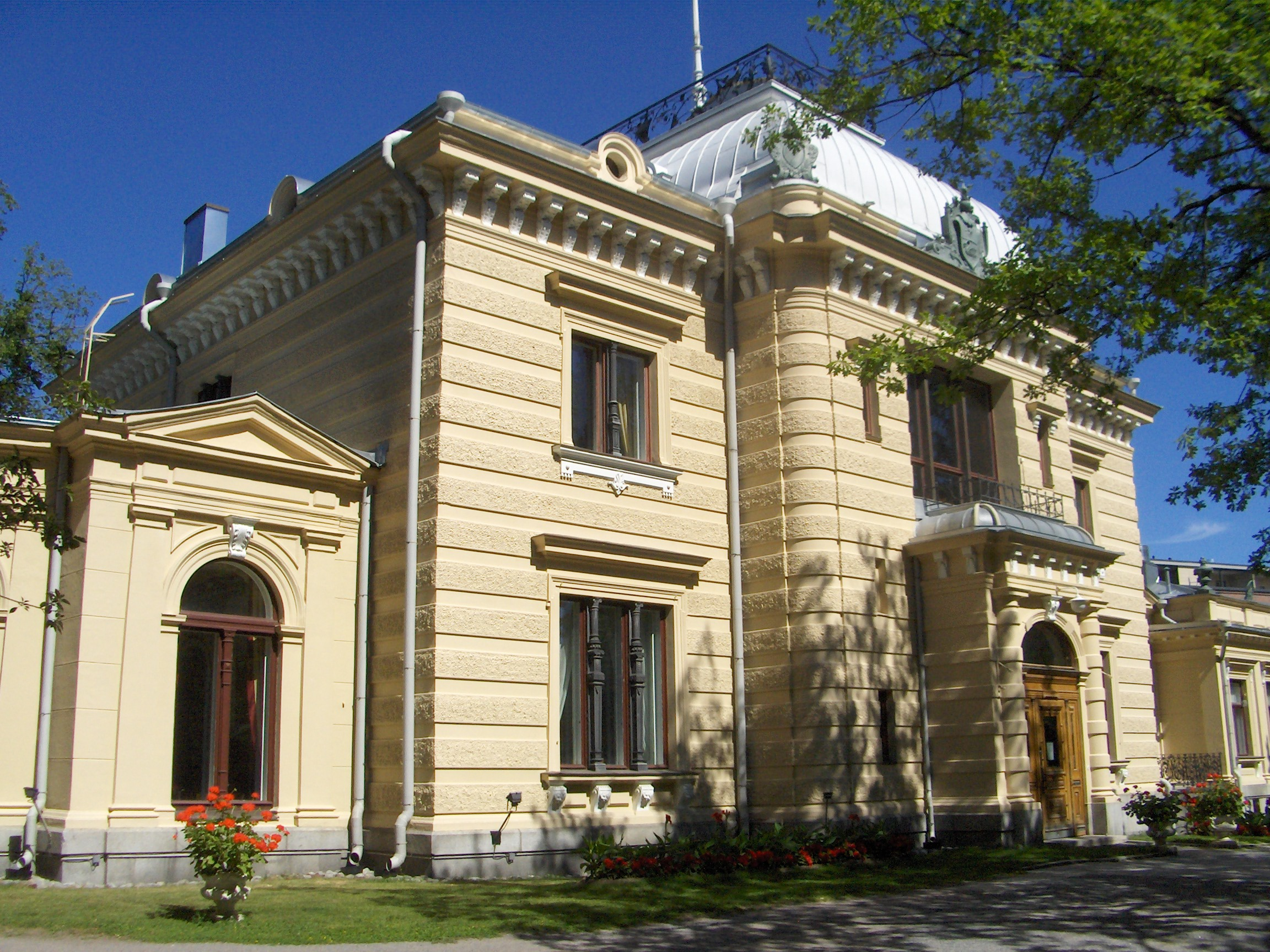
Palais Finlayson,
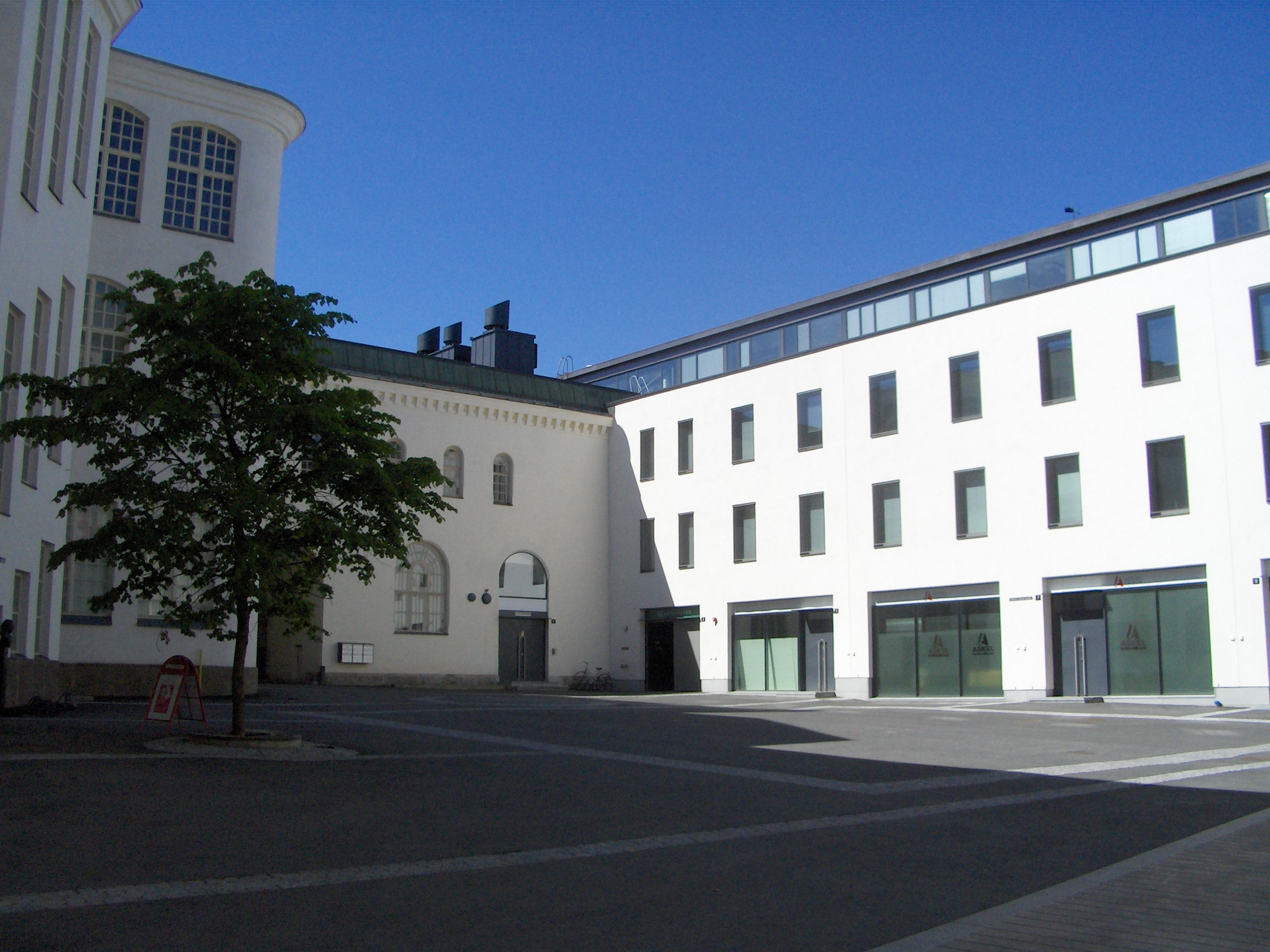
Place Väinö Linna
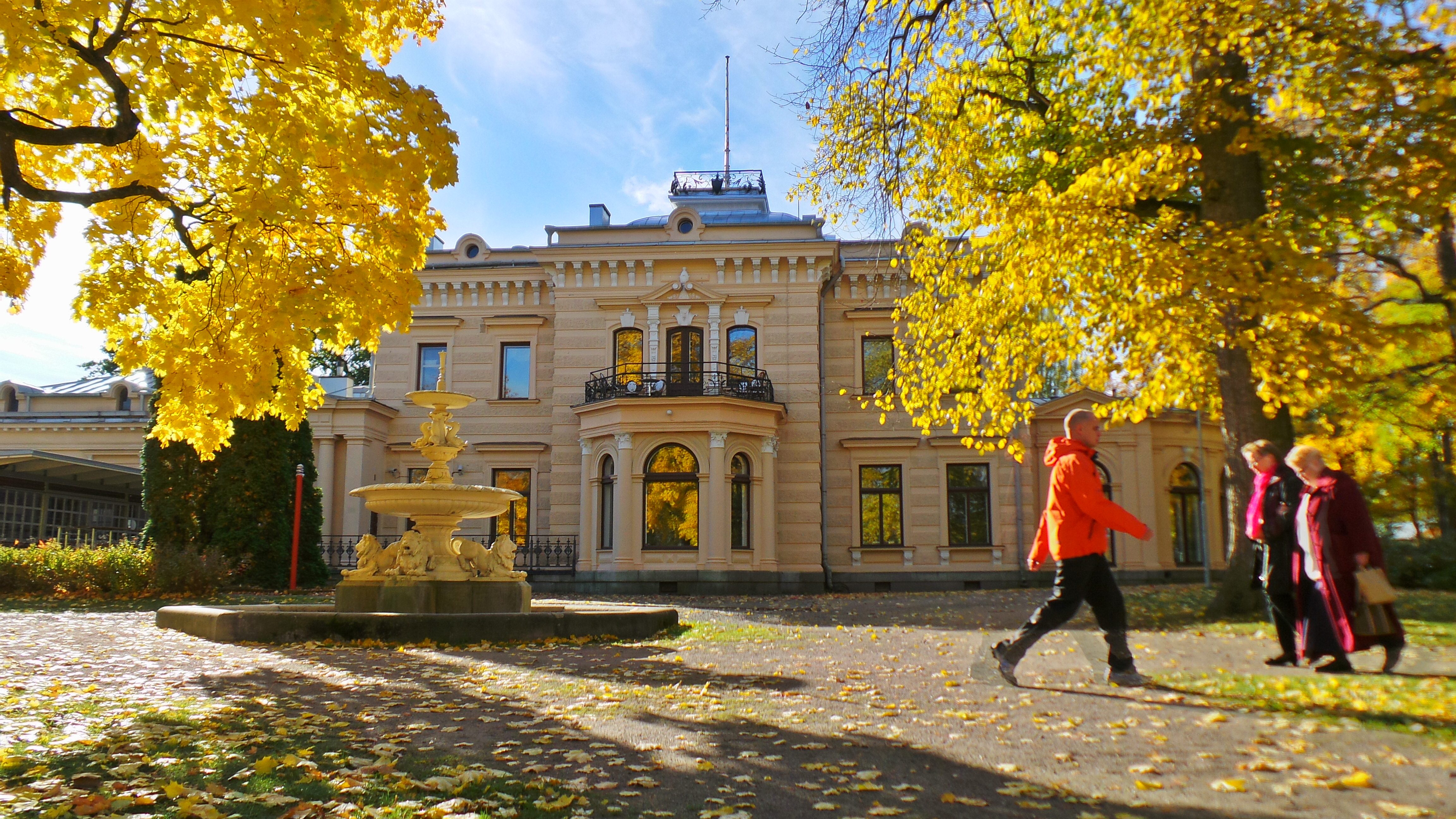
Parc Wihelm von Nottbeck